# SV Motor Babelsberg
Der SV Motor Babelsberg e. V. ist ein gemeinnütziger Sportverein im Potsdamer Stadtteil Babelsberg. Er wurde am 3. August 1949 als Betriebssportgemeinschaft „Karl Marx“ gegründet und war in den folgenden Jahren bis 1990 unter dem Namen BSG Motor Babelsberg bekannt. Motor Babelsberg ist in mehreren Ligen vertreten. Unter anderem boxt die Boxabteilung des Vereins in der 1. Bundesliga und die Judoabteilung kämpfte in der 2. Bundesliga.

## Geschichte
Gegründet wurde der Verein durch die Sektionen Kegel, Turnen, Fußball und Handball, die sich am 3. August 1949 zur Betriebssportgemeinschaft (BSG) „Karl Marx“ vereinigten. Die offizielle Gründungsveranstaltung fand am 8. September 1949 statt.
Im Dezember 1950 erhielt die BSG „Karl Marx“ den neuen Namen BSG „Motor Babelsberg“. Trägerbetrieb der BSG war der Lokomotivbau Karl Marx Babelsberg.
In den folgenden Jahren wurden die Sektionen Boxen, Tischtennis, Ringen, Motorrennsport, Billard, Judo, Rollsport, Leichtathletik, Gewichtheben und Schach gegründet. 1988 zählte die BSG 1218 Mitglieder in 10 Sektionen.
Die Fußballmannschaft spielte nach der Übernahme der Fußballsektion des SC Potsdam mehrere Jahre in der zweithöchsten Spielklasse der DDR, der DDR-Liga. Größere Erfolge erreichte Motor Babelsberg auch im Boxsport. 1964 wurde Roland Gehn DDR-Meister im Halbweltergewicht, hinzu kamen mehrere zweite und dritte Plätze von Boxern aus dem Verein bei DDR-Meisterschaften. Manfred Wolke begann seine Boxlaufbahn bei Motor Babelsberg.
1990 wurde mit der Umwandlung des Lokomotivwerkes in eine Kapitalgesellschaft die Bezuschussung der BSG durch den Betrieb eingestellt. Als Nachfolger der BSG Motor Babelsberg wurde noch im selben Jahr der „SV Motor Babelsberg e. V.“ gegründet. Im Gründungsjahr zählte der Verein 550 Mitglieder in den Sportarten Billard, Boxen, Fußball, Handball, Judo, Kegeln, Tischtennis sowie Turnen/Gymnastik. Das Vereinsmitglied Erhard Buchholz wurde 1990 zum Präsidenten des Deutschen Judo-Verbandes (DJV) gewählt und führte mit dem DJB-Präsidenten Klaus-Jürgen Schulze die Verhandlungen, die am 2. Februar 1991 mit der Vereinigung der beiden nationalen Judo-Sportverbände endeten. 1991 erfolgte die Auflösung der Abteilung Tischtennis. Am Ende des Jahres trat die Abteilung Fußball aus dem Verein aus und gründet einen eigenen Verein, SV Babelsberg 03 e. V.
1993 wurde ein Vertrag mit dem Sport- und Bäderamt geschlossen, der den SV Motor Babelsberg als Hauptnutzer der Motorsporthalle am Konsumhof festlegt. Daneben wird die Halle auch durch den Schulsport genutzt. 2001 wurde die Sportart Ju-Jutsu und 2008 Aikido, die als Untergruppen der Abteilung Judo begonnen hatten, als eigenständige Abteilungen in den Verein aufgenommen.
Die Judoka des SV Motor Babelsberg kämpften von 1998 bis 2011 in der Landesliga Brandenburg. Die Landesligamannschaft (Männer) wurde einmal Meister (2000) und einmal Vizemeister (2010). Bis 2003 kämpften die Frauen in der Landesliga Brandenburg und konnten einmal Meister (2003) und dreimal Vizemeister (2000, 2001, 2002) werden.
Die Regionalligamannschaft der Judoka stieg 2008 in die 2. Bundesliga auf. Im ersten Bundesligajahr konnte der 3. Platz geholt werden und das Team wurde auch zum „Beliebtesten Bundesligateam“ der 1. und 2. Liga gewählt. Außerdem wurde der Teamkapitän Stefan Wimmer zum beliebtesten Bundesligasportler bestimmt. Die Auszeichnung durch den DJB erfolgte in Düsseldorf beim Judo Grand Prix 2010.
In den Jahren 2010 und 2011 konnte das Team diesen Erfolg wiederholen und belegte wieder jeweils den 3. Platz. Das Team wurde erneut zur beliebtesten Mannschaft Deutschlands nominiert. Beliebtester Sportler wurde der Schwergewichtler Michel Nijenhuis.
Der Verein ist seit der Saison 2011/12 wieder in der 1. Bundesliga im Boxen und von 2009 bis 2013 in der 2. Bundesliga im Judo vertreten.
Zu den erfolgreichsten Sportlern des SV Motor Babelsberg gehören die Judoka Manja Keller und Robert Zimmermann (Mitglied bis 2004). Beide wurden nicht nur mehrfach Deutscher Meister, sondern nahmen auch erfolgreich an Europa- und Weltmeisterschaften teil.
Derzeit zählt der SV Motor Babelsberg ca. 700 Mitglieder aus allen Altersbereichen in den Sportarten Aikido, Akrobatik, Billard, Boxen, Handball, Judo, Ju-Jutsu, Kegeln, Turnen und Wandern.

## Billard
Die Billard-Abteilung des SV Motor Babelsberg wurde 1954 gegründet. 2009 stieg die erste Poolbillardmannschaft in die Regionalliga auf. In der Saison 2009/10 erreichte sie dort den sechsten Platz. Die Mannschaft wurde jedoch disqualifiziert, ihre Ergebnisse aus der Wertung genommen und alle Partien mit 0:8 gewertet. In der folgenden Spielzeit startete die Mannschaft in der Verbandsliga und stieg als Erstplatzierter in die Oberliga auf. In der Saison 2011/12 erreichte man mit nur zwei Niederlagen den ersten Platz und schaffte damit den Durchmarsch in die Regionalliga. 2013 gewann Motor Babelsberg durch einen 5:3-Finalsieg gegen den PBC Schwerte 87 den deutschen 8-Ball-Mannschaftspokal. 2015 stieg man als Zweitplatzierter der Regionalliga in die 2. Bundesliga auf. Im Oktober 2015 erreichte der Verein zum zweiten Mal das Endspiel des deutschen 8-Ball-Pokals, musste sich nun aber dem PBC Schwerte mit 3:5 geschlagen geben. In der Saison 2015/16 belegte man in der zweiten Liga den sechsten Platz. Die anschließende Relegation gegen den BC Siegtal 89 entfiel jedoch, da die fünftplatzierte PBSG Wolfsburg ihre Zweitligamannschaft zurückzog und Motor Babelsberg somit in der zweiten Liga verblieb.
Mit Sascha-Andrej Tege wurde 2014 ein Spieler des Vereins Deutscher Meister im Einzel. 2010 hatte Tege mit den German Open bereits ein Euro-Tour-Turnier gewonnen.

### Platzierungen seit 2004
| Saison  | Liga (Spielklasse)        | Platz |
| ------- | ------------------------- | ----- |
| 2004/05 | Oberliga Berlin (4)       | 4     |
| 2005/06 | Oberliga Berlin (4)       | 6     |
| 2006/07 | Oberliga Berlin (4)       | 5     |
| 2007/08 | Oberliga Berlin (4)       | 5     |
| 2008/09 | Oberliga Berlin (4)       | 3     |
| 2009/10 | Regionalliga Nord-Ost (3) | 9     |
| 2010/11 | Verbandsliga Berlin (5)   | 1     |
| 2011/12 | Oberliga Berlin (4)       | 1     |
| 2012/13 | Regionalliga Ost (3)      | 3     |
| 2013/14 | Regionalliga Ost (3)      | 2     |
| 2014/15 | Regionalliga Ost (3)      | 2     |
| 2015/16 | 2. Bundesliga Nord (2)    | 6     |
| 2016/17 | 2. Bundesliga Nord (2)    |       |

### Bekannte aktuelle und ehemalige Spieler
(Auswahl)
- Markus Hörner
- Veronika Kordian
- Sascha Marquard
- Minh-Thinh Nguyen
- Philipp Rietze
- Erik Soltau
- Sascha-Andrej Tege